# Molly C. Quinn

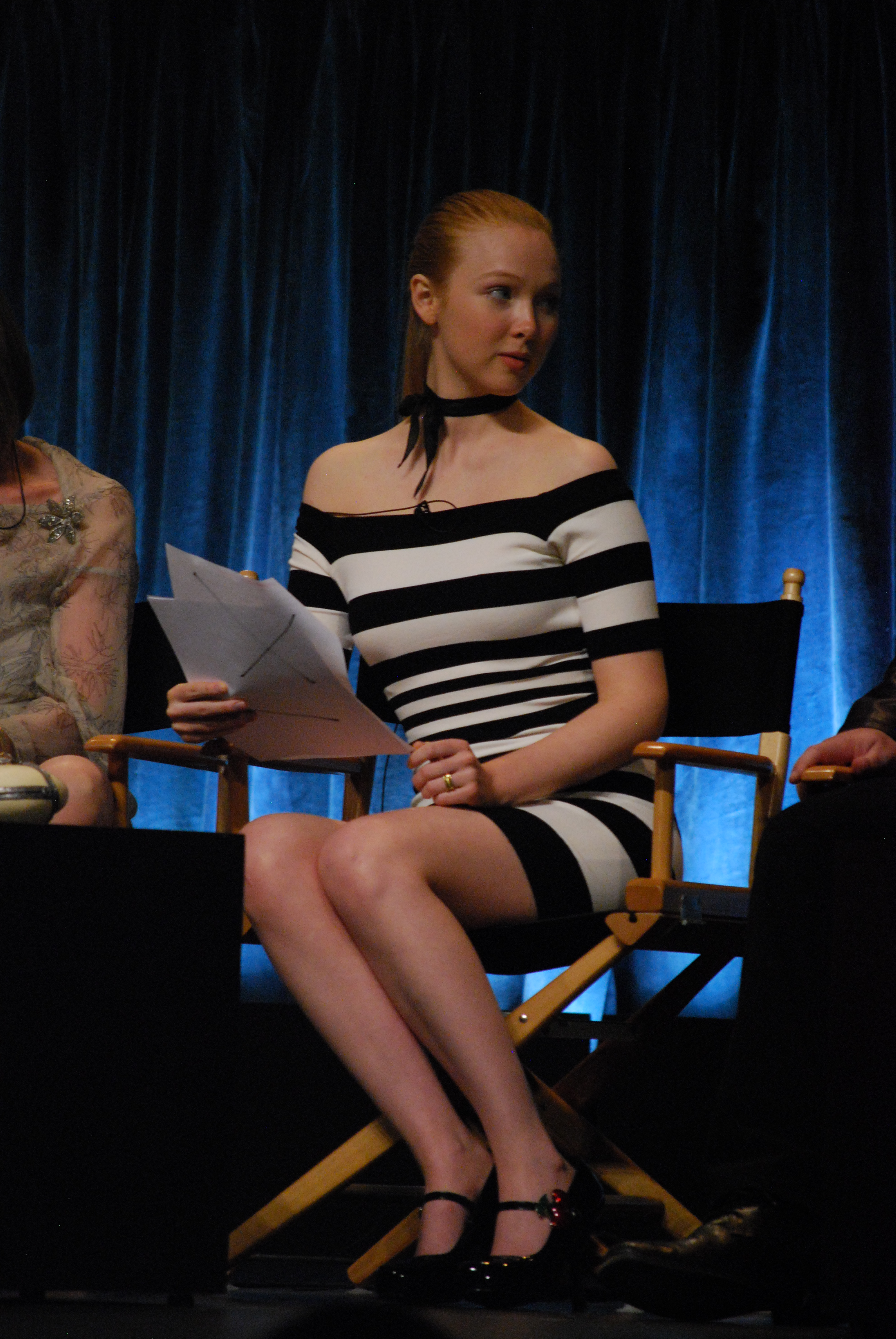
Molly Quinn (2012)

Molly Caitlyn Quinn (ur. 8 października 1993 w Texarkanie) – amerykańska aktorka, która wystąpiła m.in. w roli Alexis w serialu Castle.

## Filmografia[3]

### Filmy
- Idź twardo: Historia Deweya Coxa jako nastolatka (2007)
- The Sacrifice jako Esmee Johnson (2008)
- Zawsze tylko ty jako Paula (2009)
- Opowieść wigilijna jako Belinda Cratchit (2009)
- Liceum Avalon jako Jen (2010)
- Finding Hope jako Esmee Johnson (2011)
- Rodeo Drive Diva jako Cindy (2012)
- The First Time jako Erica (2012)
- We're the Millers (2013)
- Hansel & Gretel Get Baked jako Gretel (2013)
- Superman: Unbound jako Kara Zor-El / Supergirl (2013)
- Millerowie jako Melissa Fitzgerald (2013)
- Welcome to Happiness jako Lillian (2015)
- Last Rampage jako Marisa (2017)
- Strażnicy Galaktyki vol. 2 jako Howard's Date (2017)
- Newly Single jako Valerie (2017)
- Doktor Sen jako pani Grady (2019)

### Seriale
- Castle jako Alexis Castle (2009–2016)
- Klub Winx jako Bloom (2011-2014)